# Centrale de Ludington
Pour les articles homonymes, voir Ludington.
La centrale de Ludington est une centrale de pompage-turbinage située à Ludington dans l'état du Michigan aux États-Unis. La centrale de Ludington a une capacité de production électrique de 1 872 MW.
La compagnie publique Consumers Energy investit 800 millions de dollars (en 2016) dans la rénovation de la centrale de pompage-turbinage de Ludington, remplaçant six groupes réversibles par de nouveaux plus puissants afin d'accroître la production de 15 % ; la puissance totale passera de 1 872 MW à 2 172 MW.

## Weblinks
- satellite photo and description on NASA Earth Observatory